# PC-FX
Das PC-FX ist eine stationäre Spielkonsole des japanischen Herstellers NEC. Im Gegensatz zu ihrem Vorgänger PC Engine verwendet die 32-Bit-Konsole standardmäßig CD-ROMs als Datenträger und ähnelt vom Aussehen her einem PC der Zeit, der hochkant aufgestellt wird. Das Gamepad ähnelt dem des Sega Mega Drive, verfügt aber über mehr Tasten. Ferner verfügt das System über drei Anschlüsse für Hardware-Erweiterungen, die den Herstellungspreis erhöhten, jedoch kaum genutzt wurden.

## Geschichte
Das PC-FX wurde mit NECs 32-Bit-Entwicklungs-Kit Iron Man entworfen. Iron Man war 1992 entwickelt worden, als sich die PC Engine-Konsole noch größerer Beliebtheit erfreut hatte. Als man die Technologie Mitte 1992 erstmals vorstellte, kündigte NEC eine baldige Veröffentlichung einer neuen Konsole auf Grundlage von Iron Man an, die von zahlreichen Drittentwicklern unterstützt werden sollte. Viele PC-Engine-Entwickler standen dem jedoch skeptisch gegenüber, da der PC-Engine-Markt sich weiterhin im Wachstum befand. Infolgedessen stoppte NEC die Arbeit an Iron Man und konzentrierte sich auf Erweiterungen für die PC Engine. 1993 erschien die 32-Bit-Plattform 3DO. Das Entwicklerinteresse war groß, sodass Sega und Sony die 32-Bit Konsolen Sega Saturn und PlayStation für 1994 ankündigten. Auch Bandai arbeitete an einem 32-Bit-System namens Playdia. Zu diesem Zeitpunkt erkannte die NEC Corporation, dass auch sie 1994 eine 32-Bit-Plattform auf den japanischen Markt bringen musste. Während Sony, Sega und Bandai ihre Systeme auf der Grundlage moderner Technologie entwickelt und mit guten 3D-Renderfähigkeiten ausgestattet hatten, sah NEC sich nun gezwungen, die inzwischen veraltete Iron-Man-Technologie in der neuen PC-FX-Konsole zu verwenden, um keine Zeit und die für den Erfolg der PC Engine wichtige Entwicklerbasis zu verlieren. Dadurch war das PC-FX ein der Konkurrenz leistungsmäßig hoffnungslos unterlegenes und zum Scheitern verurteiltes System.
Angesichts der schwachen Verkaufszahlen des PC-FX wurde NEC bezüglich der gestatteten Spielinhalte deutlich liberaler als die Konkurrenz, um jegliche Entwicklerunterstützung auszunutzen. Infolgedessen war das PC-FX bald vorwiegend für Erogē und andere Spiele für Erwachsene bekannt. Einen Großteil der Softwaretitel machten Ren’ai-Spiele (Ren’ai-Simulationen, Ren’ai-Adventure) aus.

## Technische Daten
CPU32-Bit NEC V810 RISC mit 21,5 MHz, 15,5 MIPS.
Speicher2 MB RAM, 1,25 MB VRAM, 1 MB ROM, 256 KB CD Buffer, 32 KB Backup-RAM.
Sound16-Bit Stereo mit 2 ADPCM-Kanälen und 6 Sample-Kanälen mit 44,1 kHz.
|                    |                    |                        |
| PC-FX Hauptplatine | PC-FX Hauptplatine | PC-FX Laufwerksplatine |